# Effet de la Lune sur les naissances
Pour un article plus général, voir Influence lunaire.
L'effet de la Lune sur les naissances est une croyance populaire selon laquelle la Lune et ses phases auraient une influence sur le nombre d'accouchements, qui augmenterait significativement les jours de pleine lune ou de nouvelle lune. Cette croyance est notamment répandue chez les personnels des maternités. Les études statistiques montrent que cette légende persistante n'est pas fondée.

## Origines du mythe
C'est une croyance très ancienne puisqu'on en trouve des traces écrites depuis l'Antiquité, en particulier dans le discours d'Aristophane du Banquet de Platon[réf. nécessaire]. On trouve également des traces dans l'Histoire des Animaux d'Aristote. Selon lui, dès le début de la lunaison, la montée du croissant est une gestation. La pleine lune correspond donc à l'accouchement et le facilite pour les femmes. De plus, la durée de la gestation des femmes s'exprime plus en lunes qu'en mois. Cela a pour conséquence le fait qu'il est déconseillé de se marier les jours de pleine lune (puisque celle-ci s'apprête à décroître). Les mariages à Athènes se pratiquent donc davantage les jours de nouvelle lune et sont suivis de ce que nous appelons aujourd'hui « lune de miel » dans laquelle le miel est, avant d'être un symbole d'amour, un symbole de fertilité.
L'une des origines du mythe pourrait être la proximité du cycle lunaire et du cycle menstruel : le cycle lunaire est d'environ 29,5 jours, et une valeur de référence pour le cycle menstruel est de 28 jours pour les femmes des pays occidentaux, mais cela ne constitue qu'une moyenne commode (28 jours = 4 semaines) et ne représente ni la moyenne, ni la valeur la plus probable dans le monde.

## Données statistiques
En 1986, Guillon et al. analysent 5 927 978 naissances en France de 1968 à 1974. Ils trouvent deux rythmes différents, un hebdomadaire avec un minimum de naissance le dimanche et un maximum le mardi, et un annuel avec un maximum en mai et un minimum en septembre-octobre. Ils trouvent par ailleurs une légère corrélation avec le mois lunaire, avec un maximum durant le dernier quartier et la nouvelle lune par rapport à l'autre moitié du cycle, avec une moyenne de 2 321,69 naissances par jour contre 2 315,97. Ils jugent cette différence statistiquement significative. Cette dernière conclusion a été contredite par le démographe Laurent Toulemon pour qui cette étude présente une erreur classique de statistique dans son analyse. 
En 1994, Caton et Wheatley, en analysant 45 millions de naissances sur 12 ans, observent une variation apparemment sinusoïdale (avec des dispersions importantes) du nombre de naissances en fonction du jour lunaire. En étendant l'étude, en 2001, à 70 millions de naissances aux États-Unis sur 20 ans, Caton n'observe pas de pic ou de variation sinusoïdale convaincante en fonction des phases de la Lune, ni de la distance Terre-Lune. Il note une dispersion plus importante qu'attendue, qu'il attribue au fait qu'il n'a pas pris en compte les variations systématiques saisonnières ou hebdomadaires. Il conclut que la variation sinusoïdale observée dans son étude précédente n'était probablement qu'une anomalie aléatoire.
En 1998, le directeur de recherche à l'IRD Frédéric Sandron a analysé les 4 613 875 naissances en France de 1985 à 1990, soit en moyenne 2 106 par jour. Il montre qu'une fois corrigé le biais d'excès de naissances des jours ouvrables (lié au déclenchement artificiel des accouchements), il y a eu en moyenne 2 109 naissances lors des 75 jours de pleine lune de la période. Les 0,14 % de différence avec la moyenne globale n'étant pas statistiquement significatifs, il en conclut que « sur la période 1985–1990, il n'y a pas eu en France plus de naissances les jours et nuits de pleine lune que les autres jours ». 
En 2005, Arliss, Kaplan et Galvin ont analysé les 564 039 naissances en Caroline du Nord de 1997 à 2001. Ils n'ont trouvé aucune corrélation significative entre les phases lunaires et les jours de naissance, non plus qu'avec le taux de césariennes ou de naissances multiples : « As expected, this pervasive myth is not evidence based ».
En 2021, Chambat, Fougères et Elyildirim publient une étude dans laquelle ils analysent un jeu de données très important : il porte sur 38,7 millions de naissances en France pendant 50 ans. Surtout, ils effectuent une correction détaillée des variations de naissance liées aux congés (week-ends, jours fériés, vacances) et autres effets sociologiques, et ils utilisent des méthodes statistiques robustes permettant d'éviter les fausses détections liées aux tests multiples. Le résultat de ces tests montre un surplus de naissances très petit (+0,4 %) mais statistiquement significatif le jour de la pleine lune, et dans une moindre mesure le jour suivant. L'analyse statistique indique que la probabilité que cet excès soit dû au hasard est très faible, de l'ordre d'une chance sur 100 000 (p-valeur = 1,5 × 10−5). A contrario, les variations des naissances au cours des autres jours du mois lunaire ne peuvent quant à elles pas être distinguées de fluctuations aléatoires. La croyance d'un surplus très important de naissances les jours de pleine lune est donc infondée, au sens où elle ne peut être basée sur une observation : il est totalement impossible pour un observateur de déceler la faible augmentation de +0,4 % dans une maternité, même sur une longue échelle de temps. C'est plus probablement le contraire qui pourrait se passer : la croyance déclencherait le phénomène (prophétie auto-réalisatrice) : il suffirait (par exemple) que quelques maternités augmentent le nombre de soignants les jours de pleine lune pour augmenter le nombre de naissances ces jours-là, mais cela n'est qu'une hypothèse parmi d'autres.